# OpenCola

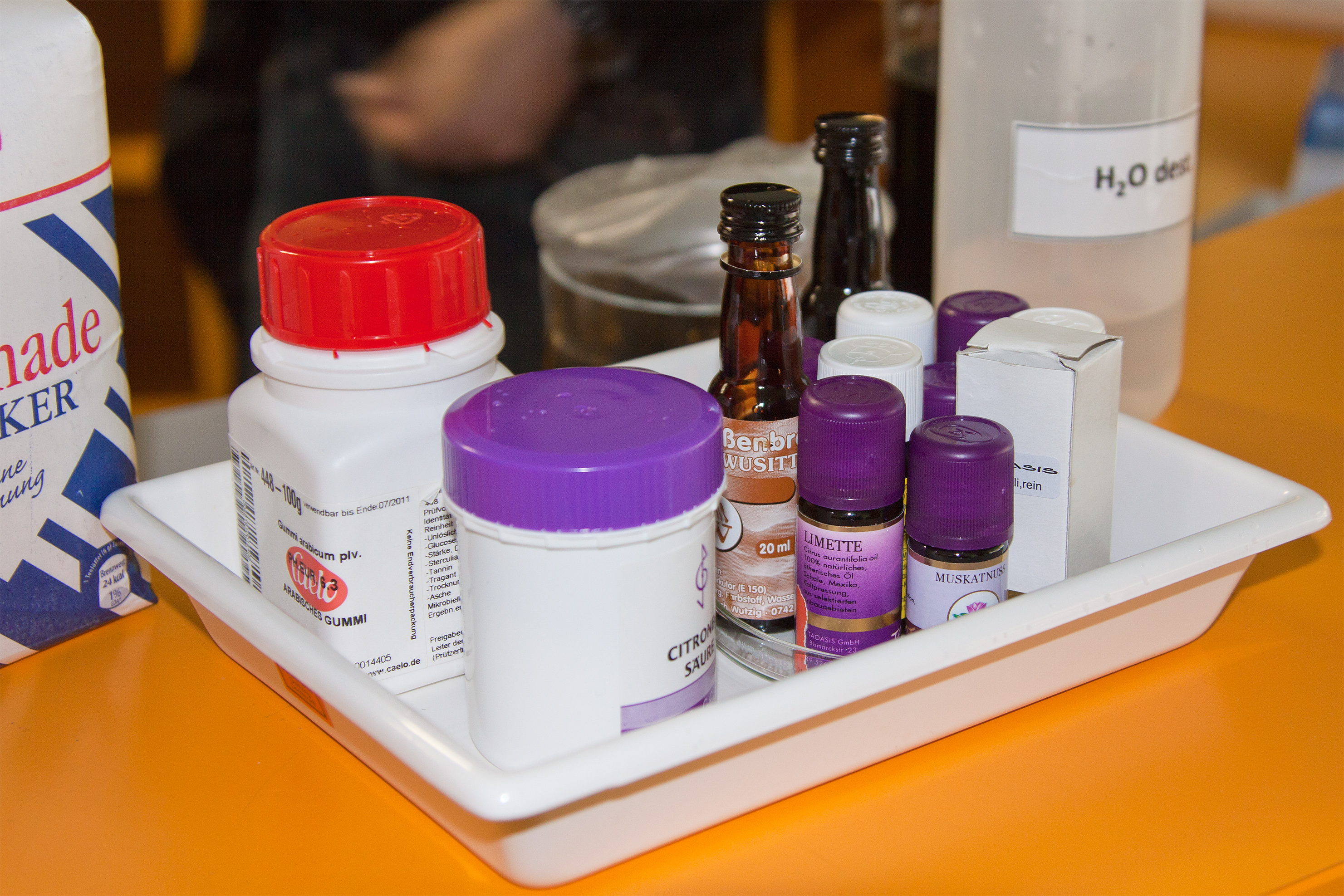
Składniki potrzebne do stworzenia OpenColi

OpenCola – napój gazowany smakiem przypominający Coca-Colę lub Pepsi będący pierwszym na świecie produktem konsumpcyjnym oferowanym od 2001 na licencji GPL.
Zgodnie z duchem open source, producent – kanadyjska firma OpenCola z Toronto – zgodził się na udostępnienie każdemu zainteresowanemu receptury na ten napój. Każdy może też wyprodukować ten napój, dowolnie modyfikować recepturę pod warunkiem, że sam przepis pozostanie jawny.
Napój miał w zamierzeniu stanowić część akcji promującej ideę oprogramowania open source, jednak od pewnego momentu produkt zaczął żyć swoim własnym życiem, a firma stała się bardziej znana ze względu na napój, niż z oferowanego dotychczas oprogramowania.
Początkowo na puszkach pojawiał się napis „Sprawdź źródło na opencola.com”. Od czasu gdy firma zmieniła strategię promocji swoich produktów, recepturę napoju można uzyskać jedynie za pośrednictwem poczty elektronicznej.
Podobnie jak wolne oprogramowanie, pomysł na wszelkie produkty tego rodzaju, zyskał zwolenników wśród osób, które kładą nacisk na swobodę wymiany idei, a negatywnie oceniają ideę „własności intelektualnej” i prywatnego dostępu do wiedzy.
Zyskał też uznanie wśród przeciwników polityki wielkich korporacji.
Wywołał również dyskusję na temat tego, w jakich obszarach ludzkiej działalności da się z powodzeniem zastosować ideę open source.
OpenCola nie stała się komercyjnym zagrożeniem dla żadnego z gigantów takich jak Coca-Cola czy Pepsi; sprzedano około 150 000 puszek napoju.